# Bökegölen (Fridlevstads socken, Blekinge)
Bökegölen är en sjö i Karlskrona kommun i Blekinge och ingår i Nättrabyåns huvudavrinningsområde.